# Miomantis ehrenbergi
Miomantis ehrenbergi es una especie de mantis de la familia Mantidae.

## Distribución geográfica
Se encuentra en Egipto.